# Erioptera leptostyla
Erioptera leptostyla är en tvåvingeart som beskrevs av Alexander 1940. Erioptera leptostyla ingår i släktet Erioptera och familjen småharkrankar. Inga underarter finns listade i Catalogue of Life.